# NGC 7784
NGC 7784 ist eine kompakte Galaxie vom Hubble-Typ C im Sternbild Pegasus am Nordsternhimmel. Sie ist schätzungsweise 358 Millionen Lichtjahre von der Milchstraße entfernt und hat einen Durchmesser von etwa 50.000 Lj.
Im selben Himmelsareal befindet sich u. a. die Galaxie NGC 7786.
Das Objekt wurde am 1. Oktober 1883 von dem französischen Astronomen Édouard Stephan entdeckt.